# Абекассис, Яэль
Яэ́ль Абекасси́с (род. 19 июля 1967, Ашкелон, Израиль) — израильская актриса, кинопродюсер и фотомодель .  Лауреат премии «Golden Screen Awards» (2003) в номинации «Лучшая актриса» за роль Эллы в телесериале «Shabatot VeHagim» (1999), в котором она снималась в 1999—2004 года. Номинантка на премию «Офир» (2008) в номинации «Лучшая актриса» за роль Мирей в фильме «Как и твой отец» (2007), лауреат премии Израильской академии телевидения за лучшую женскую роль в драматическом сериале (2010).

## Биография
Яэль Абекассис родилась 19 июля 1967 года в Ашкелоне (Израиль) в семье актрисы Раймонды Абекассис .
Яэль начала свою карьеру в качестве фотомодели в 1981 году. В 1991 году Абекассис дебютировала в кино, сыграв роль Джудит в фильме «Для Саши». В 2011 году совместно со Хилелем Розманом открыла кинокомпанию Cassis Films. В 2012 году она выступила в качестве продюсера двух фильмов — «Айя» и «Письмо из прошлого». Лауреат премии «Golden Screen Awards» (2003) в номинации «Лучшая актриса» за роль Эллы в телесериале «Shabatot VeHagim» (1999), в котором она снималась в 1999—2004 года. Номинантка на премию «Офир» (2008) в номинации «Лучшая актриса» за роль Мири в фильме «Как и твой отец» (2007). В 2010 году за роль в сериале «Похищенные» удостоена премии Израильской академии телевидения в номинации «Лучшая женская роль в драматическом сериале».
В 1996—2003 года Яэль была замужем за актёром Лиором Миллером (род.1972). В этом браке Абекассис родила своего первенца — сына Мори Миллера.
С 2004 года Яэль замужем во второй раз за бизнесменом Рони Дуэком. В этом браке Абекассис родила своего второго сына (род. 2005).